# Renato Rustico
Renato Rustico (Casale Monferrato, 5 settembre 1925 – Casale Monferrato, 7 febbraio 2015) è stato un calciatore italiano, di ruolo portiere.

## Carriera
Inizia la carriera giocando in varie squadre giovanili (Sant'Ilario, Esperia) finché nel 1945 non viene tesserato dal Casale, formazione con cui il 14 ottobre 1945 gioca nella partita vinta per 2-1 contro la Biellese, prima giornata di campionato della stagione 1945-1946, che i nerostellati disputarono nel campionato misto di Serie B/C. Dopo questa partita si alterna tra i pali con Riolino, l'altro portiere presente in rosa, a cui però dopo poche partite toglie definitivamente il posto da titolare a causa di un infortunio di quest'ultimo. Anche nella stagione 1946-1947 Rustico gioca come titolare nel Casale, in Serie B. Nel corso del campionato, che i piemontesi terminano con una retrocessione in Serie C, l'estremo difensore gioca stabilmente da titolare e subisce 90 gol in 40 presenze.
A fine campionato Rustico viene ceduto dal Casale ai rivali della Pro Vercelli, con cui nella stagione 1947-1948 gioca in Serie B, subendo 29 reti in 28 partite nella serie cadetta. Rimane nella Pro Vercelli anche nella stagione 1948-1949 (in Serie C) oltre che nella 1949-1950. La stagione 1950-1951 e la 1951-1952 sono le ultime due giocate da Rustico a Vercelli tra i professionisti. Dopo la retrocessione in IV Serie del 1952, il portiere difende la porta dei piemontesi anche nella stagione 1952-1953, nella stagione 1953-1954 ed infine nella stagione 1954-1955, nella quale la Pro vince il proprio girone ma perde le finali per la promozione in Serie C. Nel 1955, dopo otto stagioni consecutive, lascia la squadra.

## Palmarès

### Giocatore

#### Competizioni nazionali
- IV Serie: 1

Pro Vercelli: 1954-1955